# 最北航路
「最北航路」（さいほくこうろ）は、日本の歌手香西かおりの26枚目のシングルである。2006年3月22日発売。発売元はユニバーサルミュージック。

## 解説
- 前作から11ヶ月ぶりとなるシングル。
- 東日本海フェリーの利礼航路を舞台としている[1]。

## 収録曲
- 全曲編曲：佐伯亮

1. 最北航路 (5:00)
作詞：池田充男／作曲：あらい玉英
2. 放浪歌 (4:31)
作詞：里村龍一／作曲：聖川湧
3. 最北航路（オリジナル・カラオケ） (5:00)
4. 放浪歌（オリジナル・カラオケ） (4:31)

## 収録アルバム
最北航路
- オリジナル『二十周年記念 香西かおり シングル・コレクション』（2007年1月24日）

放浪歌
- オリジナル『二十周年記念 香西かおり シングル・コレクション』（2007年1月24日）